# Kap Tenaro
Koordinaten: 36° 23′ N, 22° 29′ O
Kap Tenaro (griechisch Ακρωτήριο Ταίναρο Akrotírio Ténaro, auch: Kap Matapan) ist die Südspitze der Halbinsel Mani auf dem griechischen Peloponnes. Das in Lakonien gelegene Kap stellt den südlichsten Punkt des griechischen Festlandes sowie der Balkanhalbinsel dar und ist nach der spanischen Punta de Tarifa das zweitsüdlichste Kap Festland-Europas. Es trennt den Lakonischen Golf vom Messenischen Golf. Am Südkap steht ein 1883 erbauter Leuchtturm.

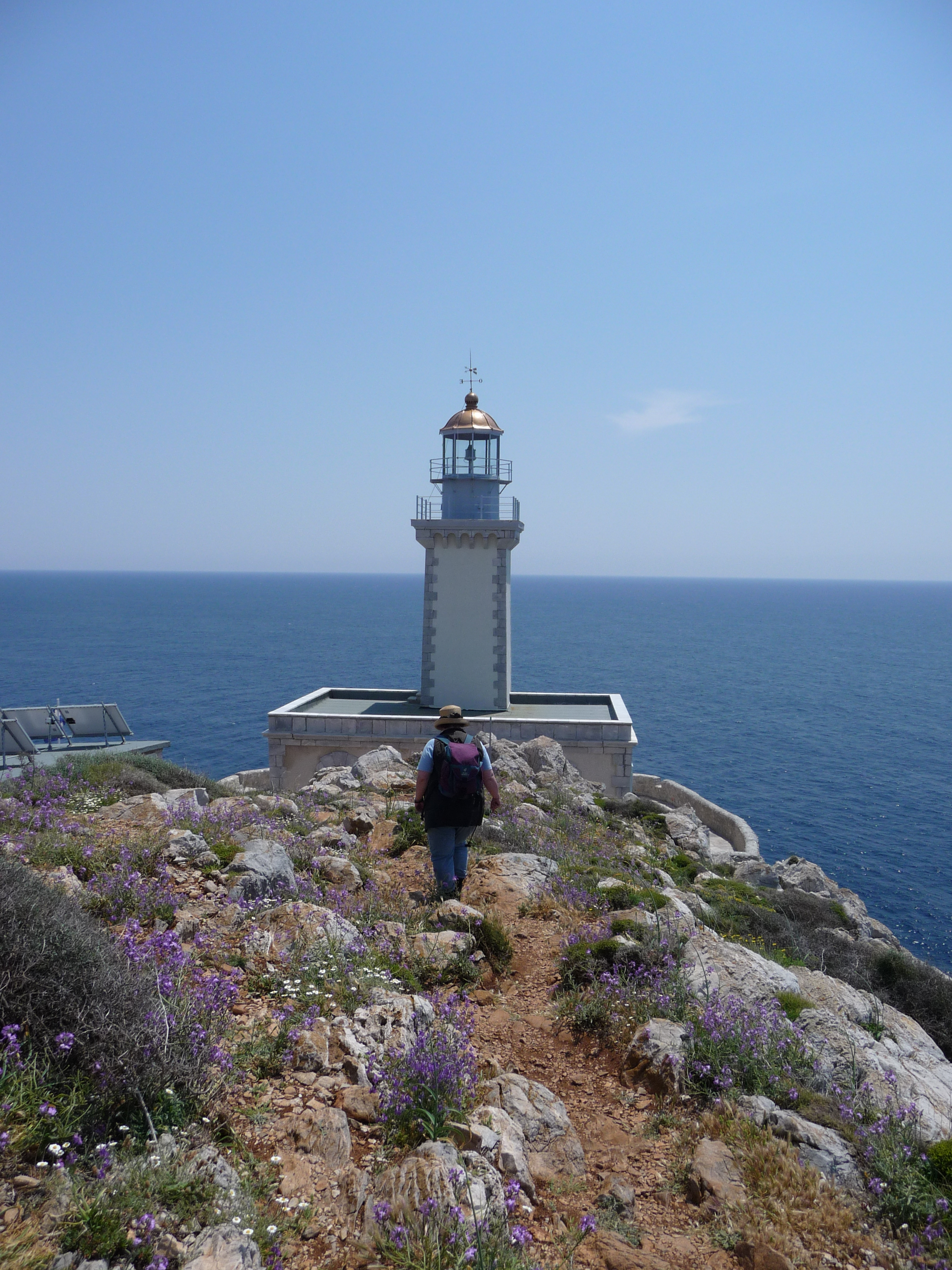
Leuchtturm am Kap Tenaro frisch renoviert (2009)

## Geschichte
Die Gegend um das Kap war schon vor Jahrtausenden eine wichtige Region. Die Spartaner bauten hier mehrere Tempel für verschiedene Götter. Des Weiteren war Kap Tenaro ein Anlaufpunkt für Söldner, die auf der Suche nach Auftraggebern waren.
Eine nahe dem Südkap gelegene Grotte gilt in griechischer Mythologie als einer der Eingänge zum Hades. Spezifisch soll es sich um den Ort handeln, an dem Herakles den Höllenhund Kerberos an die Oberfläche brachte. Auf einem Hügel über dem Eingang befindet sich eine byzantinische Kapelle, die zum Teil aus Spolien des antiken Poseidon-Tempels errichtet wurde.
Am 19. Juli 1717 kämpften vor Kap Matapan die türkische und ägyptische Flotte gegen die zahlenmäßig unterlegene Flotte Venedigs, konnten diese aber nicht bezwingen und wurden schließlich vom vereinten Aufgebot der christlichen Mittelmeermächte geschlagen. Das schlachtentscheidende Flaggschiff war die portugiesische Nossa Senhora da Conceição.
Im März 1941 fand in diesen Gewässern die Schlacht bei Kap Matapan statt, in welcher sich die britische Royal Navy und die italienische Regia Marina gegenüberstanden. Der Sieg der britischen Flotte führte dazu, dass die Italiener sich im weiteren Verlauf des Zweiten Weltkriegs kaum mehr im östlichen Mittelmeer blicken ließen.

## Poseidon-Heiligtum

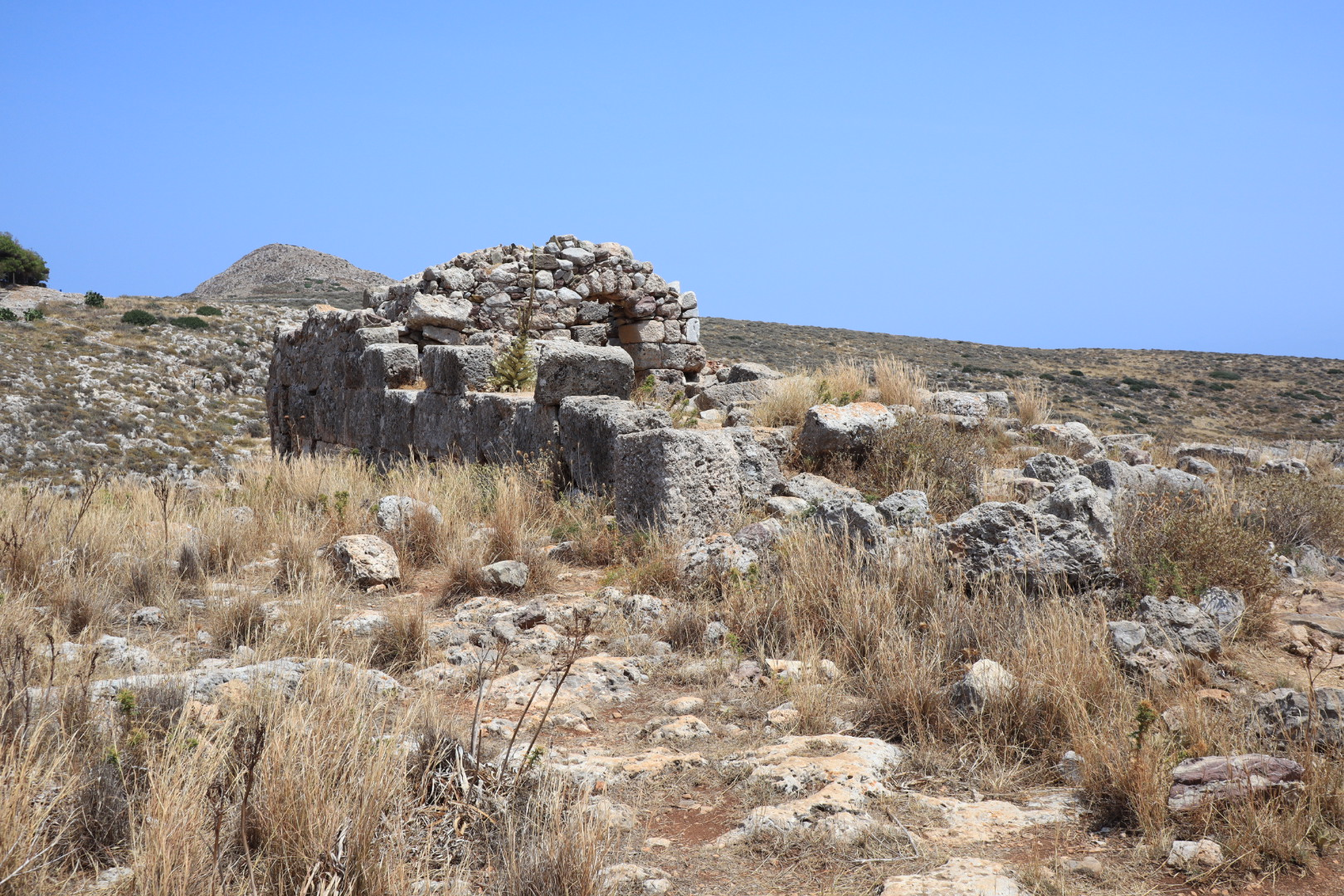
Postbyzantinische Kapelle am Kap Tenaro

In der Antike befand sich in der Nähe von Kap Tenaro ein überregional bedeutendes Heiligtum des Gottes Poseidon, von dem sich heute jedoch nur noch geringe Reste nachweisen lassen. Dabei handelt es sich größtenteils um Fundamente bzw. Fundamentbettungen, die direkt in den anstehenden Fels geschlagen wurden. Die Abarbeitungen werden häufig als Reste des Heiligtums und seiner Nebengebäude gedeutet. Möglich wäre auch eine Interpretation als Reste einer Siedlung, die sich um das Heiligtum herum erstreckte. Die sichtbaren Spuren stammen vermutlich aus der späthellenistischen Zeit, aufgrund der verhältnismäßig geringen Reste ist die Datierung jedoch unsicher.
Direkt unterhalb des Parkplatzes befindet sich die postbyzantinische Kapelle des heiligen Asomatoi. Sie besteht aus einem aus einem rechteckigen, überwölbten Bau mit Apsis und ist zum größten Teil aus Bruchstein gebaut. Bei der Nordwand der Kapelle, die im Gegensatz zum Rest des Gebäudes aus großen quaderförmigen Porosblöcken besteht, scheint es sich um Reste eines antiken Baus – vielleicht des zerstörten Poseidon-Tempels – zu handeln. Abgesehen davon sind in der Apsis ein Marmorsockel mit Gesims und zwei ionische Kapitelle – vermutlich Spolien aus dem Heiligtum – verbaut.
An der Ostseite der Bucht befindet sich eine kleine Grotte, die in der Vergangenheit häufig als der am Kap vermutete Eingang zur Unterwelt interpretiert worden ist. Ihre Dimensionen sind nur noch schwer abzuschätzen, da ein Teil der Decke im Lauf der Jahrhunderte eingestürzt ist.
Direkt im Anschluss daran befinden sich die Reste eines quadratischen Gebäudes mit einer Grundfläche von ca. 15 × 17,75 m und unbekannter Funktion. Es besteht aus zwei rechteckigen Raumeinheiten, die durch einen ca. 2,60 m breiten Korridor miteinander verbunden sind.
Etwas westlich des Parkplatzes befinden sich außerdem die Grundmauern eines Gebäudes aus römischer Zeit, von dem außerdem ein Kieselmosaik erhalten ist.
Historische Quellen deuten darauf hin, dass das Heiligtum am Kap Tenaro vor allem als Asylstätte bedeutsam war. Hartnäckig hält sich auch die Behauptung, es habe dort ein Psychopompeion oder auch Nekromanteion, ein sog. „Todesorakel“, gegeben. Dabei handelt es sich um Orte, an denen Nekromantie, d. h. Kommunikation mit den Toten, praktiziert wurde. Heiligtümer dieser Art sind aufgrund ihres kleinen Formats und der unspezifischen architektonischen Fassung im archäologischen Befund nur schwer nachweisbar. Auch am Kap Tenaro gibt es keine konkreten Belege, die auf eine diesbezügliche Kultpraxis hinweisen. Die Interpretation stützt sich im Wesentlichen auf eine Textstelle bei Plutarch (Moralia 560e), die jedoch auch durch die starke Assoziation des Kaps mit dem Totenreich, die in der römischen Literatur der damaligen Zeit vorherrschend war, verklärt worden sein kann.

## Sonstiges
Vom Parkplatz südlich des Ortes Kokkenogeia erreicht man das Kap durch teils steiniges Gelände. In den Sommermonaten ist es ein beliebtes Touristenziel.
Als Südkap des gesamten Balkan liegt Kap Tenaro auf der Flugroute vieler Zugvögel auf ihrem Weg nach Afrika.
Die Californian, das Schiff, das die Titanic vor den ihr zum Verhängnis werdenden Eisbergen warnte, sank 1915 beim Kap Tenaro, nachdem sie von der deutschen Flotte torpediert wurde. Das Wrack des Schiffes wurde bis heute (2024) nicht gefunden.
In circa 120 km Entfernung in westnordwestlicher Richtung vom Kap befindet sich in 5121 Metern Tiefe der tiefste Punkt des Mittelmeeres, das Calypsotief.